# Pseudoceroys harroweri
Pseudoceroys harroweri är en insektsart som beskrevs av Morgan Hebard 1923. Pseudoceroys harroweri ingår i släktet Pseudoceroys och familjen Diapheromeridae. Inga underarter finns listade i Catalogue of Life.